# Inarzo

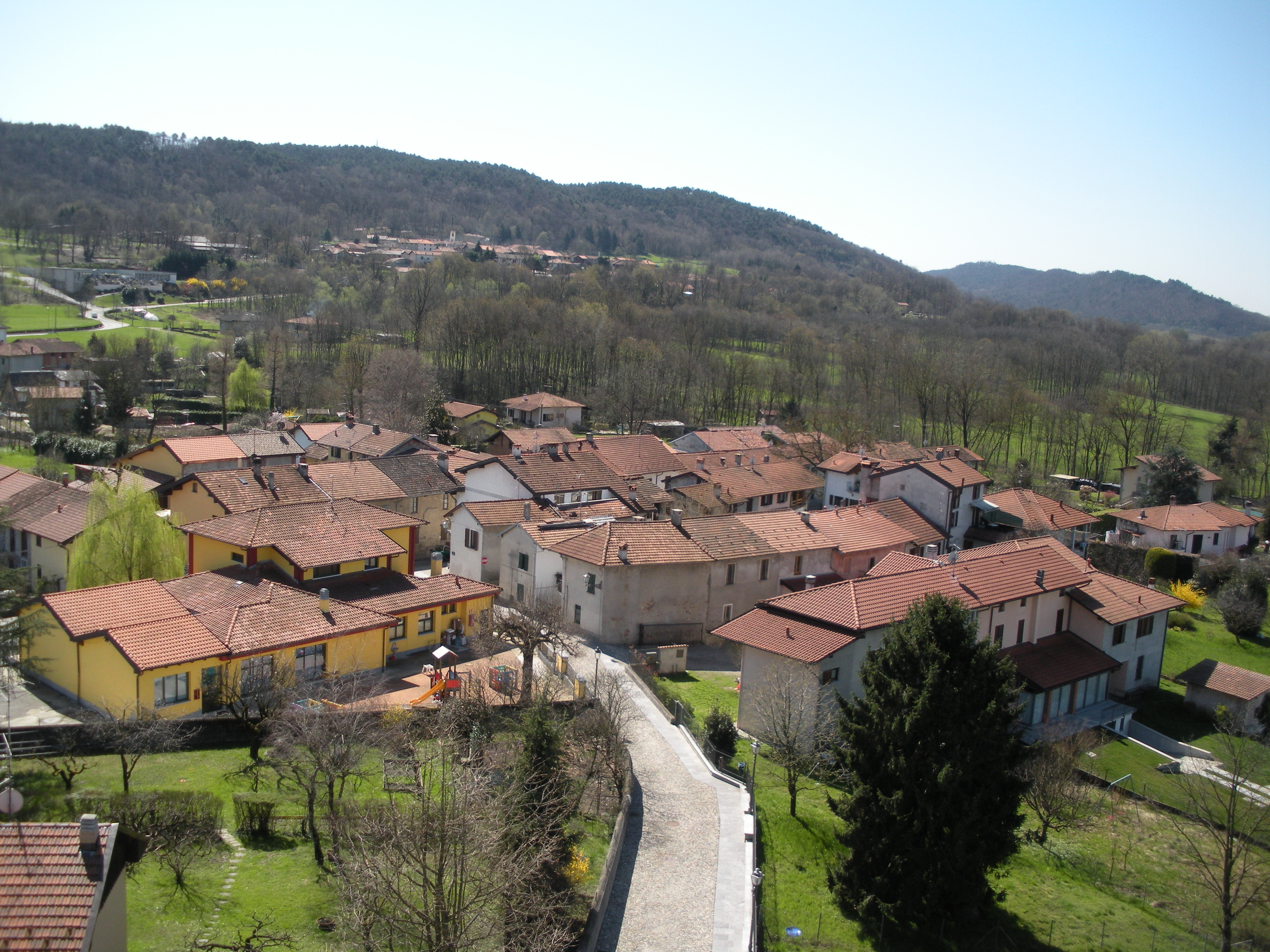
Inarzo

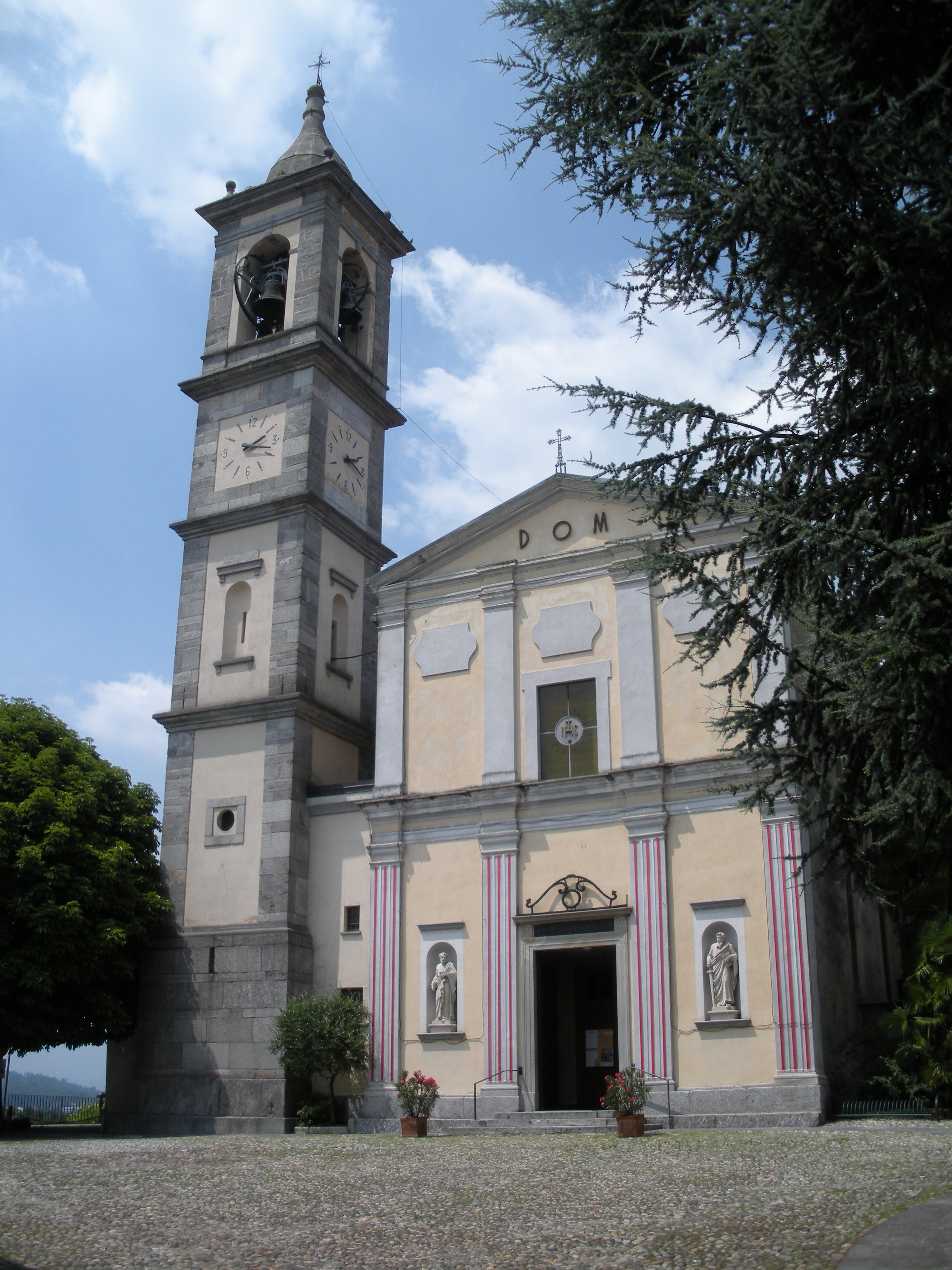
Pfarrkirche Santi Pietro e Paolo

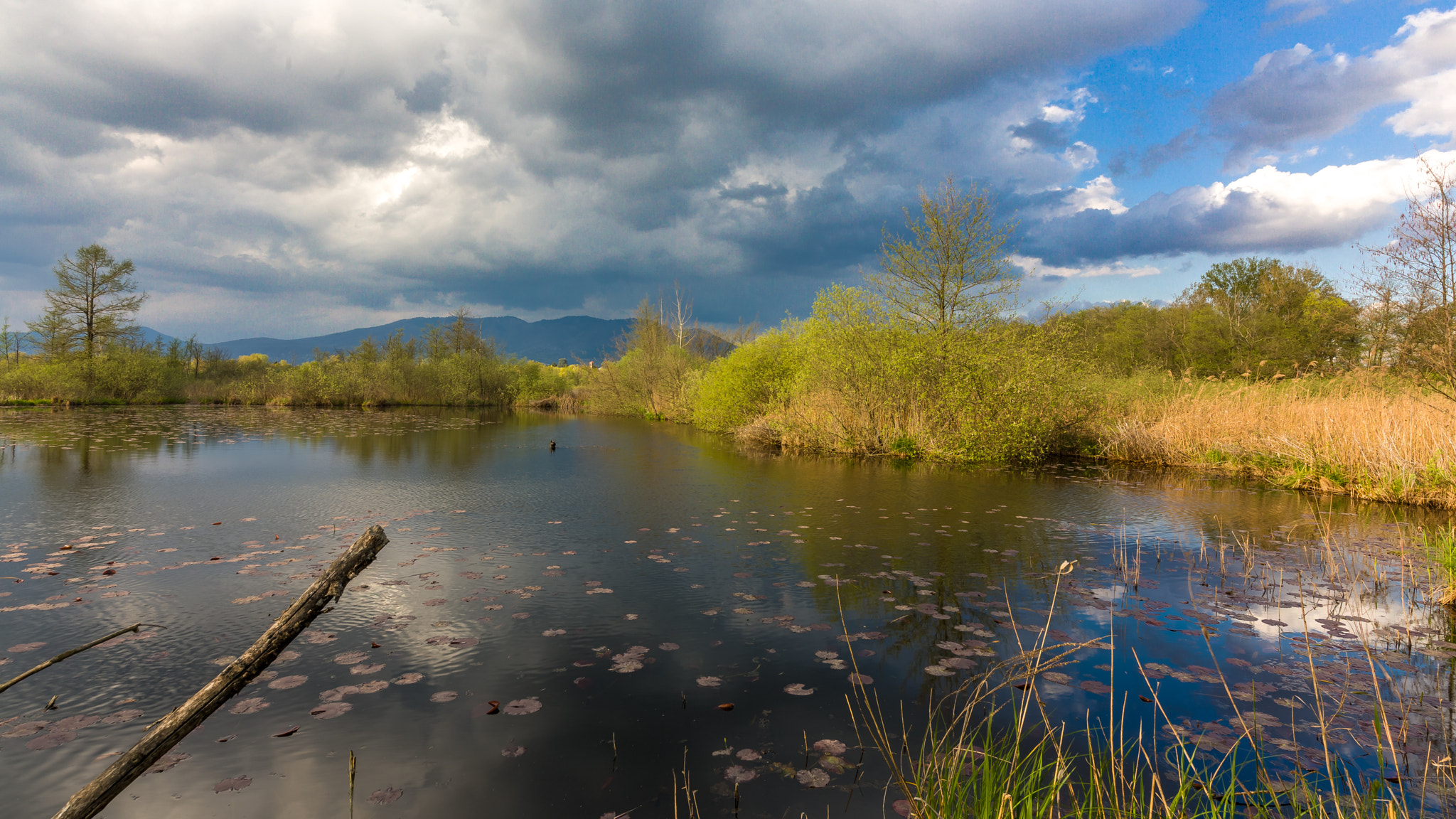
Palude (Sumpf) Brabbia

Inarzo ist eine italienische Gemeinde (comune) in der Provinz Varese in der Region Lombardei.

## Geographie
Die Gemeinde liegt etwa acht Kilometer westsüdwestlich von Varese und bedeckt eine Fläche von 2,43 km². Die Nachbargemeinden sind Biandronno, Bodio Lomnago, Casale Litta, Cazzago Brabbia, Ternate und Varano Borghi.

## Geschichte
Inarzo war schon immer ein Grenzort, denn einerseits gehörte es zum Visconti-Lehen Albizzate, verwaltungstechnisch jedoch zur Pieve von Somma und kirchlich zur Pieve von Besozzo und bildete zusammen mit Bernate, ebenfalls ein Ortsteil von Casale Litta, eine Pieve; die angrenzenden Orte Bodio und Cazzago hingegen gehörten zu verschiedenen fiskalischen und kirchlichen Pieven (Brebbia und Varese). In der Neuzeit gehörte Inarzo als Teil der Gemeinde Casale Litta zur Provinz Mailand, während die beiden genannten Dörfer in der Provinz Como lagen; nach 1927 wurden sie alle in der Provinz Varese vereint.
Die historischen Quellen über das Dorf reichen nicht vor 1300 zurück, als Goffredo da Bussero im Liber Notitiae Sanctorum Mediolani in Inarzo aufgrund eines Schreibfehlers namens March die Kirche San Pietro identifiziert, d. h. das, was als alte Kirche bezeichnet wird, um sie von dem modernen Gebäude zu unterscheiden. Aus der Kirchengeschichte geht hervor, dass im Jahr 1398 ein gewisser Jacobus de Inarzio, ein Presbyter, eine Kapelle in der Kirche San Babila in Mailand besaß sowie Einkünfte aus einer nahe gelegenen Kapelle erhielt. Die Inarzesi sorgten seit 1579 für den Unterhalt ihres Pfarrers. Nach dem Überfall französischer Soldaten während der Schlacht von Tornavento im Jahr 1636, bei dem viele Höfe niedergebrannt und die Kirche beschädigt worden war, beschlossen die Einwohner, zum Bau der neuen Pfarrkirche beizutragen, die 1671 fertiggestellt und den Heiligen Peter und Paul geweiht wurde.
Ein Dokument, das anlässlich des Todes von Kardinal Federico Visconti, dem Inhaber des Lehens von Albizzate, zu dem auch Inarzo gehörte, verfasst wurde, beschreibt das wirtschaftliche Leben des Dorfes, das über eine Metzgerei, einen Brotbackofen und eine Taverne verfügte. Die Hauptwirtschaftstätigkeit war jedoch, wie aus den Karten des Catasto Teresiano von 1724 hervorgeht, die Landwirtschaft, die auch im folgenden Jahrhundert noch die Haupteinnahmequelle war, bis die Spinnerei Borghi in Varano zum täglichen Ziel vieler Arbeiterinnen der Gemeinde wurde.
Das 20. Jahrhundert brachte wichtige Veränderungen in der Verwaltungs- und Kirchenstruktur mit sich: 1901 wurde die Pfarrei Bernate abgetrennt und 1958 die autonome Gemeinde Inarzo gegründet, die bis dahin mit Casale Litta vereint war. Nach dem geltenden Gesetz über das Gemeindesystem wurde die Gemeinde Inarzo von einem Bürgermeister, einer Junta und einem Rat verwaltet. Im Jahr 1971 hatte die Gemeinde Inarzo eine vorläufige Fläche von 243 Hektar.

## Bevölkerung
| Bevölkerungsentwicklung | Bevölkerungsentwicklung | Bevölkerungsentwicklung | Bevölkerungsentwicklung | Bevölkerungsentwicklung | Bevölkerungsentwicklung | Bevölkerungsentwicklung | Bevölkerungsentwicklung | Bevölkerungsentwicklung | Bevölkerungsentwicklung | Bevölkerungsentwicklung | Bevölkerungsentwicklung | Bevölkerungsentwicklung | Bevölkerungsentwicklung |
| ----------------------- | ----------------------- | ----------------------- | ----------------------- | ----------------------- | ----------------------- | ----------------------- | ----------------------- | ----------------------- | ----------------------- | ----------------------- | ----------------------- | ----------------------- | ----------------------- |
| Jahr                    | 1861                    | 1881                    | 1901                    | 1921                    | 1951                    | 1971                    | 1981                    | 1991                    | 2001                    | 2011                    | 2019                    | 2021                    |                         |
| Einwohner               | 490                     | 630                     | 705                     | 606                     | 513                     | 564                     | 659                     | 677                     | 805                     | 1073                    | 1066                    | 1062                    |                         |

## Sehenswürdigkeiten
- Pfarrkirche Santi Pietro e Paolo bewahrt Fresken des 16. – 17. Jahrhunderts[2] und einen Orgel von Luigi Maroni-Biroldi (1838).
- Oasi Palude Brabbia (Naturpark). Diese regionale Naturoase wurde 1986 von Lipu (Italienischer Verband für Vogelschutz) gegründet und kümmert sich um den Schutz von Fauna, Vogelarten und Flora. Im Mittelalter war der Sumpf Brabbia ein Jagd- und Angelgebiet, das den Herren von Mailand vorbehalten war; die dort gefangenen Fische wurden auf den Verziere Markt in Mailand transportiert, um den Bedürfnissen der Hauptstadt des Herzogtums, insbesondere in der Fastenzeit, gerecht zu werden.

## Wirtschaft
Die Floricultura Vanetti und die Tessitura Piatti, Erbe der Tessitura Daverio aus dem 19. Jahrhundert.